# Invasión de Curazao (1800)
La invasión de Curazao (1800) en 1800 durante la Guerra de la Segunda Coalición fue lanzada por las fuerzas francesas contra la República de Batavia. Los franceses habían desembarcado en la isla el 22 de julio, y el 5 de septiembre atacaron y capturaron un fuerte que protegía la ciudad de Willemstad, Curazao. El cónsul estadounidense envió ayuda, y el 10 de septiembre el gobernador holandés de la isla se rindió a una fragata británica, HMS Nereide, bajo el mando de Frederick Watkins. El 22 de septiembre llegaron las balandras estadounidenses USS Patapsco y USS Merrimack, y el 23 de septiembre el Patapsco navegó hacia el puerto y desembarcó tropas para reforzar la guarnición que protegía la ciudad. El 23 de septiembre y el 24 de septiembre los franceses dispararon contra los defensores, intercambiando así fuego de cañón y mosquete con ellos durante todo el día y la noche. Aunque parecía que un asalto francés era inminente, las fuerzas francesas abandonaron la isla durante la noche. Significativamente, los franceses sufrieron muchos muertos o heridos en contraste con dos heridos estadounidenses. Los británicos tomaron el control de la isla, y las fuerzas estadounidenses zarparon.

## Antecedentes
La isla de Curazao era importante para los comerciantes estadounidenses en el Caribe, y los barcos habían estado estacionados cerca de allí para proteger los intereses estadounidenses desde el comienzo de la Cuasi-Guerra. La balandra USS Patapsco recibió la orden de navegar allí en mayo de 1800, y llegó en junio y partió poco después. Ningún buque de guerra estadounidense estaba estacionado en Curazao el 23 de julio cuando llegó una fuerza francesa de Guadalupe, compuesta por cinco barcos y 1400 soldados, marineros y milicianos guadalupeños. Las fuerzas francesas desembarcaron y su comandante exigió la rendición de los fuertes, a lo que el gobernador Johan Lausser se negó.

## Asedio
Otros 10 buques con más marineros y hombres habían desembarcado el 5 de septiembre, cuando las fuerzas francesas atacaron los fuertes que protegían Willemstad, capturando uno y enviando una nota amenazando con atacar a los estadounidenses. El cónsul estadounidense Benjamin Phillips envió un mensajero a San Cristóbal, y el USS Merrimack y Patapsco fueron enviados a Curazao el 14 de septiembre, llegando el 22 de septiembre.
Mientras tanto, los británicos habían enviado la fragata HMS Nereide bajo Frederick Watkins a la isla para evitar su captura por los franceses. El 10 de septiembre Nereide llegó al punto oriental de Curazao y allí ahuyentó a dos corsarios que el comandante francés había dejado de crucero como piquetes. Después de que estos buques se retiraron a una bahía que contenía otros 15 corsarios, Watkins navegó a Willemstad, donde comenzó a atacar varios objetivos que disparaban desde la ciudad. Un comerciante estadounidense pronto informó a los británicos de la situación y que los holandeses estaban dispuestos a capitular ante los británicos a cambio de protección. Los británicos desembarcaron una fuerza de veinte marines y aceptaron la rendición del gobernador Lassuer tres días después. Los franceses todavía tenían dos fuertes cerca de la ciudad, y el 22 de septiembre, antes de la llegada de las fuerzas estadounidenses, el comandante francés había exigido la rendición de la ciudad en 24 horas.

## Batalla
El 23 de septiembre, para salvar la ciudad y proteger la propiedad estadounidense, Patapsco navegó hacia el puerto, desembarcó a sus marines, reforzados con veinte marines de Merrimack. Las tropas también tripulaban una batería de armas y se desplegaron por la ciudad. Aproximadamente a las 17:00 los fuertes y hombres franceses dispararon contra las fuerzas defensoras, a las que el cañón de Patapsco respondió junto con los mosquetes y cañones de las fuerzas defensoras. Dos estadounidenses resultaron heridos; Las bajas francesas ascendieron a 150 hombres muertos o heridos.
El 24 de septiembre, los franceses volvieron a intercambiar fuego de cañón y mosquete con las fuerzas defensoras; el volumen de fuego francés llevó a los defensores a esperar un asalto a la ciudad. Sin embargo, durante la noche los franceses abandonaron sus posiciones y zarparon.

## Secuelas
En la mañana del 25 de septiembre, Merrimack descubrió que los barcos franceses habían zarpado durante la noche. Nereide navegó hacia el puerto y la capitulación surtió efecto. Pensando que los franceses regresarían, Watkins pidió a los dos capitanes estadounidenses que navegaran por el lado de barlovento de la isla mientras Nereide aseguraba la isla. En diez días de crucero, los estadounidenses capturaron solo un barco francés antes de detenerse en Willemstad mientras regresaban a Saint Kitts. A su regreso a Curazao, los estadounidenses descubrieron que Watkins no había cumplido su palabra, y en lugar de proteger la propiedad estadounidense, había embargado cuarenta y un barcos en el puerto, de los cuales siete eran estadounidenses. El comandante de Nereide también había incautado una gran cantidad de especies pertenecientes al cónsul Phillips y había puesto a los corsarios a navegar con órdenes de apoderarse de los barcos estadounidenses. En sus informes, Watkins ignoró por completo la asistencia que los estadounidenses habían brindado para apoderarse de la isla y ni siquiera mencionó su presencia durante la acción. El trato de Watkins a los estadounidenses no fue aprobado por los funcionarios británicos y tras el nombramiento de un nuevo comandante para la estación británica de Jamaica fue despojado de su mando y la especie que había capturado fue devuelta.